# Phantasmal Island
Phantasmal Island（ファンタズマルアイランド、PHI）は、β-Yak-38らによって1992年に誕生した日本国内最古のネットワークRPG。

## 概要
工学院大学院生だったβ-Yak-38の修士論文のテーマ、仮想都市を舞台にしたサーバークライアント方式のコミュニケーション実験のためで、本来は研究用のシステムであったが、その後ユーザー有志によってサーバーが次々と立ち上げられ、独自に発展を続けている。
サーバーとの通信量を軽減する目的から、キャラクターの操作・コマンド入力とダンジョン表現にローグに似たシステムを採用している。クライアントはその機能によってこれらを適宜置換処理し、グラフィカルでプレイアブルなインタフェースを提供する。
クライアントは当初Unix版が中心だったが、Windows用の「Phantasmal Island for Windows95/NT（phiwin32)」が開発された。
その後、TPHI、RPHIなどのWindows用クライアントを経て、現在は主にMPHIとRaphi、Phillyの3つのクライアントが使用されている。
サーバーソフトも公開されているため、Unix環境があれば、自ら世界の創造主「ワールドマスター」となることも可能である。
サーバーはそれぞれ相互にリンクした複合世界を形成し、転送機能によって、プレイヤーはほかのサーバーに自由に移動できる。サーバーが増えるほど、探索できる世界が広がっていく。

## Phantasmal Islandの特徴
世界間を自由に移動
各世界は互いに接続され、プレイヤーは世界から世界へ徒歩や船などで移動することができる。
冒険を中心とした国、不思議な仕掛けだらけの国、商業がさかんな国、井戸端会議が楽しい国などがあり、好きな国に落ち着く人もいれば、冒険して得た武器を別の国で商売する人もいる。
高いリアルタイム性
専用のクライアントを使用し現在の商用MMOと比べてもリアルタイム性が高い。
主にテンキーでの操作による移動や攻撃、ショートカットなど素早い動作が求められる。
特にプレイヤー同士の戦闘時は非常に速い速度で戦闘が進み、「腕」も重要な要素になる。
様々なアイテム
アイテムには武器、防具、アクセサリ、宝石（魔石）、リソース(建築資材）などがあり、武器一つを取っても、その攻撃の強さはもちろん、素材、重さ、形状、攻撃方向、火や水などの属性、30種類以上の攻撃効果に30種類以上の補助効果があり、それを生かす攻撃方法（技）も重要である。
創り出す楽しさ
素材を組み合わせ加工して強力な武器やアクセサリを作成したり、家や街道を建築するのもゲームの面白みの一つである。
サーバを立てて世界を公開
無料で配布されるサーバソフト（PHIDM）を使うことでゲームマスターとして世界を公開することができる。

## Phantasmal Islandの歴史
学内サーバ時代
当初は大学の研究から始まったこともあり、その活動は学内サーバが中心であった。
ファンタズマル諸島の首都を中心にいくつもの学内サーバが接続され、多くの世界が接続していた。
初期のDMではFoodを食べないと飢餓状態になるなどの仕様もあったようである。
個人サーバ時代（1990年代後半）
大学時代にPhIに触れたユーザーが卒業後も独自にサーバ（世界）を立ち上げ始める。
首都（Capital of Phantasmal Island）のゲート接続が自由だった事もあり、サンプルDMから接続し首都をハブにしてプレイヤーが行き交い始めるようになり、NEV等の大型の世界も登場し始める。
既にβ-Yak-38や初期の開発メンバーの多くはPHIコミュニティでは隠遁状態であったが、多くの有能な有志によりPHIの開発や運営は継続され、当時、まだ国内でオンラインゲームというジャンルがマイナーであった中で、完成度が高く、無料でプレイできるオンラインゲームということで順調にユーザーを増やしていった。
PSPサーバ、RSPサーバ時代（2000年頃）
学内サーバ、個人サーバを経て、PHIは商用サーバの時代に突入する。
PHIは個人でゲームサーバを公開できるが、自宅サーバではIPが非固定、運用管理が大変、そして、アナログ回線やISDNなどのナローバンドが中心であった当時では回線スピードが遅いといった問題があった。また専用サーバをレンタルする手もあったが、個人・一世界では割高という問題もあった。
そこで、同志で資金をカンパし、グループでサーバをレンタルし、そのサーバを使用してメンバーが自分の世界を起動させ、公開するという活動が始まった。こうしてある一つのサーバを使用して公開された世界群を「○○サーバ」と呼び、特に、DMやクライアントの開発も行うサーバグループを「○○サーバ・プロジェクト」と呼んだ。
これらサーバプロジェクトの中でも、Alephを中心として立ち上げられたPSP（Phi Server Project)と、Rintaを中心とした有志によって立ち上げられたRSP（Rinta Server Project）の2大プロジェクトによってPHIは隆盛を極めた。
PSPは東方大陸と呼ばれ、Northern Eluto Valley（ノーザンエルトバレイ・通称NEV）を首都として位置づけ、NEVを中心に巨大な大陸を構成した。また、RSPはSeven Tower（通称七塔）を首都として、多くの国が浮上していた。
RSPは、基本的に従来通りのPHIのスタンスで運営され、世界観や運営方針は各世界のマスターの自由であり、原則サーバ管理者やコミュニティメンバーは他の世界のマスターの運営に口を出さない、といった方針がとられていた。
逆にPSPは、それまでの世界接続がゲート接続中心であり、接続された世界の世界観などはばらばらであったPHIにおいて、平面接続による1つの大きな大陸として接続が構成されていたことが特徴的であり、また、その接続された国が世界観を共有し、クエストなどで密接に絡み合っていたという特徴があった。特に、AlephはPHIの宣伝に積極的であり、グラフィックが大幅に向上したWindows用クライアントのMPHIを全面的に推し出して宣伝活動を行い、ネットランナーやオンラインゲーム紹介ムック本にPHIが紹介されることもあった。
これにより、巨大都市であるN.E.V.は常に60人以上、その周辺世界でも40人以上がアクセスしており、2001年末にはついにNEVを始め、その周辺世界でもアクセス者100人を超えるようになり、PHIの歴史の中で最も栄えた時代であった。
しかし、Alephの一部強引な活動に対して疑問や不満を持つ開発者も少なく無く、特にRSPとPSPは、運営方針やPHIのあり方による価値観の違いから一時はお互いの世界接続解消の話も出た。
Rintaもその一人であり、彼は2001年夏にPHIの開発から撤退する（以後、RSPはR's Server Projectと名称を変更する）。
2002年になり、AlephがPHIの開発から撤退、PSPは解散することになる。以前からAlephはPHI-DMにおけるある特許問題に悩んでおり、サーバの管理者は万が一にも訴えられる可能性があり、それを解決する為にはホストとなるサーバが存在しないP2P-PHIの開発が不可欠であるとし、2002年までにその開発が実現できなければ、PHIから撤退する予定であった。
Alephの撤退・PSPの解散によって、PSPで公開されていた多くの世界は再開日未定のまま沈没（NEVなど、一部の世界は公開終了が確定）し、ゲームコンテンツの激減、ユーザーを呼び込んでいたAlephの宣伝サイトなども軒並み消滅、さらに、リネージュやラグナロクオンラインといった本格的なオンラインゲームが無料で遊べるオンラインゲーム戦国時代に突入したことも影響し、多くのプレイヤーが引退、かつ新規プレイヤーがほぼ0と言う暗黒の時代に突入する。
それから1年後の2003年になりRSPも解散し、かつて国産オンラインゲームとして名を馳せたPHIは、低迷の頂点を極めた。
Ruinusサーバ、PWPサーバ時代（2003年頃）
RSP、PSPの解散後も古参プレイヤーによりQBKやJJIが公開されているRuinusサーバや個人サーバは健在であり、一部のプレイヤーはPSP、RSP消滅後も積極的にPHIをプレイしていた。
当初、PSPの一部メンバーによって、PSP世界の一部を引き継いだ新サーバプロジェクトが速やかに発足される予定であったが、権利関係や運営方針などがメンバー間で全くまとまらず、長期間、再開日が未定の状態のままの日々が続いた。
RSP、PSPの解散によってプレイヤー数は激減し、浮上世界数もピーク時の1／2以下となり、新たな世界の浮上もなく長期に渡って低迷の時期を迎える。
しばらくして、Himajinを中心にPWP（Phi World Project)サーバが立ち上がるがPSP時代の東方大陸の一部世界は権利者の関係で浮上することができず、参加している一部世界のみとなった。
それによって、少ない常時アクセス者を、さらに引退させることになってしまう。
しかしながら、PWPが立ち上がったことによりゲームコンテンツは多少増加し、ユーザーの減少のピークは一応の収束を見せる。
Tofupサーバ、Arcanaサーバ時代（2004年頃）
2004年、長らく稼動していたRuinusサーバが解散することとなり、RSPやPSP解散後にRuinusサーバに移動して存続していたLE-SOLEILやGaiarthといった老舗の人気世界も消滅することになった。
しかし、同時期にNEOによってTofup（Tofu-planet server service）サーバが、LeakによってArcana（希望）サーバが立ち上がり、Ruinusからの移行と新たな世界の浮上によって、世界数も増加することとなる。
特にTofupサーバの世界はそのほとんどが新たに制作されたものであったため、既存プレイヤーのアクティブ率が若干上昇する。The United Kingdom NEO、Closed Worshipなど巨大世界も現れ、浮上時には多くのプレイヤーが集まった。
現在もClosed Worshipでは常時30人以上のプレイヤーがアクセスし、一時ほどではないが新規プレイヤーもアクセスするようになっている。
NEOは、2008年現在、PHIの運営に積極的な数少ないコミュニティメンバーであり、自身が制作しているThe United Kingdom NEOのコンテンツ作成にも意欲的であるばかりか、多くのゲームサイトへのPHIの紹介や宣伝活動、及び新規世界作成者やGM、サーバのプロジェクトメンバーを広く募集するなどの活動を行っている。

## Phantasmal Islandの世界

### Tofupサーバー系
Metro Planetarium（メトロ・プラネタリウム）
遥か遠い昔、栄華を極めた古代都市があった。今は永遠に朽ちない外壁のみがその名残を残す。
いつしかその跡地に人々が集まり、再び巨大な都市が築かれようとしていた・・・。
『8つの星、8つの謎』その謎の先に待ち構えるは、希望か・・・それとも絶望か・・・。
The United Kingdom NEO（ネオ連合王国）
The United Kingdom NEOは9精霊の神託によって統治された連合王国である。
NEOは今、王が崩御され重大な危機を迎えている。あなたは、NEOの世界に隠された真実を解き明かすことができるだろうか・・・。
Closed Worship（閉じた崇拝）
サディシア国は領地拡大のため東のダウナオン山の向こう側に出兵するが、その都度全滅してしまう。
窺い知れない暗黒地帯のため「黒い里」などと呼ばれる。
Kuzu（国栖）
山間にあるのどかな田舎町、国栖（くず）。
独立独歩の精神の強いこの町は魔法を愛する者達の町だという・・・。
今日も冒険者がこの町を訪れる、新たな魔法と魔法の知識を求めて。
The Fragment of Skies（ソラノカケラ）
衰退しつつある世界。膨大な魔力を秘めた魔法石、『ソラノカケラ』。
何故それが生成されていたのか。深まる謎にも世界の衰退は止まらない。衰退を止め、平和を取り戻すのだ。
Jimble-Jamble Immensity（JJI）
どことも知れない場所に、いつとも知れない時から存在する、不可思議で広大な地下空間。
狂暴な魔物や凶悪な罠の待つその洞窟に冒険者をいざなうは、内に秘めた魔性の力か。
危険を乗り越えた冒険者を待つ薄幸の少女とは。深淵から湧き起こる禍禍しい瘴気の主とは。
冒険のために生きる冒険者を歓迎する地下空間はしかしまた、冒険者を活かす冒険を飲み込む墓場となるのかもしれない・・・。
Denial Matrix（DeM）
様々な世界を冒険する中、貴方は摩訶不思議な世界に迷い込む。
死を恐れる事も無く非現実的な世界が広がる・・・
これは現実なのか・・・
この世界のルールは他のその物とは違う・・・
信じる事が真実でもあるようだ・・・
Ranzaia Continent World（ランザイア）
（この世界は独立世界）
平和だった島、パパスにもある日突然異変が起こった・・・。突如、大火山活動によっていくつもの島が現れた。
同時にさまざまなモンスターも出没し始め、島の住民達は恐怖に怯える日々を余儀なくされた。
しかし、噂を聞きつけた冒険者達が島に訪れるようになり、島は活気に満ち溢れて行く。
島の経済は潤いだし、高速船が走り出した。そして、いくつもの村が出来ていった・・・。
いつしか、住民達はこの生活に慣れて行き地殻変動の事を忘れて行く・・・。
しかし、この地殻変動には人知の及ばぬ謎が隠されていた・・・。
Metro Planetarium Gateway（ゲートウエイ）
（この世界はテスト世界群専用世界）
まだ知らぬ世界の扉が今開かれる・・・。その扉を開くのはあなただ・・・。

### Arcanaサーバー系
LE-SOLEIL（ル＝ソレイユ）
国際軍事企業国家 『ル・ソレイユ』
その影に隠れ着々と進行する、来栖 真也の野望。
巨大企業を相手に、苛烈な戦いが今始まる。
我ハ目覚メタ・・・・昏キ深淵ニ封ジラレ・・・・永キ眠リニツキテ幾星霜・・・・我ハ目覚メタ 我ハ深淵の王 ・ 来栖 真也 最初ニ創ラレシ者 最後ニ立チシ者
Ryur（リュア）
ここは精霊に祝福されし小国リュア。太古より精霊の守護によって栄えてきた。
しかし、楽園のようなリュアにも、いつしか災いの影が落ち始めている・・・。
Gaiearth（ガイアース）
海の果てにあるという伝説の地、ガイアース。
そこは遥かな昔から一つの王国があった。
今、その王国が、そして美しいガイアースの地が未曾有の危機に直面している・・・。
The Ruin of Delstrweln（デリス）

### PWPサーバー系
No One Individual（NOI）
魔物達とCaizelとの戦いから数百年。
その間に突如として魔物達の巣窟に現れた一つの巨大な塔に多くの冒険者達が惹かれ登っていった。
Capital Ruins（旧首都）
昔この地にElderRaceと呼ばれる者達が住んでいた現在よりも高度な文明により栄えた彼らはある日忽然と姿を消した。
何故彼らが滅びたのかは今も謎のままである。
Auronia（アウロニア）
城砦都市アウロニアはその役目を終えたが、東方航路開拓の拠点としての再出発が始まった。
街道整備は着々と進み、そして・・・掘り出してはいけなかったものを、再びこの世に蘇らせてしまった。
Ketty Ridge（ケティリッジ）
エオール高原の北西、青く澄みわたるサン＝ラ湖。
竜骨山脈を挟んで南北に広がるケティ州は、東方大陸における帝国最後の砦と、森の開拓者達の住む村々が微妙なバランスのもとに混在している・・・。
Est-Dra-Area（EDA）
Far East Island（FEI）

### Guran Fortuneサーバー系
Centuries old Tower -GURAN-（グラン塔）
ファンタズマル諸島のほぼ中央に位置する土地。昔この付近は大きな帝国に支配されていた。
だがその帝国もある事件によって崩壊する。古代より4つの塔が存在するこの大地は帝国の支配からついに開放されたのだ。
多くの開拓者達の手により、この地の中心には目覚めの街エヴェイユが建設された。
あなたはグラン帝国を目指している冒険者としてこの世界へ生まれます。そして、あなたはグラン帝国の崩壊を知り…
Fortune Land（フォーチュンランド）
豊穣なる大地、悠久の風、木々のざわめき。神々の加護を失いし今、尚 世界は美しかった。
光輝く聖なる石…とは？古えの昔この世界で起こりし謎とは？今、あなたの冒険がここから始まる！
Step on no pets（ステップ）
森に囲まれた小さな街。外の世界とは違う、ゆったりと流れる時間にあなたは戸惑いを覚える。だが、ふと思う。（こんな生き方も悪くない。）夢はいつか覚めるものと知りながら。
Hexal-Stars（ヘクサル・スターズ）
東方大陸中東部、失われた歴史の地・・・水と緑の満ちる風の街、ファランシアス。
旧き力と新しき声の交わるとき、神秘の魔法陣が動き出す！
混沌の果てに、君を待つものは何か。今また、一つの冒険がその幕を開ける・・・。
Edge of World（エッジ）

### HEAVENサーバー系
Dix Bijoux Paradis（Dix）
その昔、この大陸ができはじめた頃神々の戦いが起きた。
神々は光を元とした力光魔術兵器-ルド-呼ばれる生体兵機を使い1万年におよぶ戦いをしたと言い伝えられている。
時は流れ、時の王ヴィルフランシュ・スュル・ソーンは光魔術兵機-ルド-を治め世界の発展に役立ててきた。
しかし平和に見えたこの世界にも暗雲がたちこめてきた。

### その他サーバー
Soushinjou（蒼神城）
Heiankyo（平安京）
中心位置に「葵心城（きしんじょう）」を置く和風世界。
葵心城の建城目的は定かではなく、主である「華音（かのん）姫」とその従者により構成されたその城と町は、美しくも怪しい雰囲気に満ちている。
「葵心城へは腹くくりが最短の道」と言われており、あなたには相応の覚悟と寛容な心が必要だ・・・。

## Phantasmal IslandのDM
Phantasmal IslandはDM（Dungeon Master）と呼ばれるサーバソフトウエアによって世界が公開されている。
一部DMは公開され、多少のプログラミング知識があれば簡単に世界を制作することが可能である。
現存するDMはv5をベースとしたものであり、以下の4種類がある。
v5y-dm
開発者はQajin
最新バージョンはrel5g
ほとんどの世界がこのv5yをベースにしたDMで浮上している。
更新されている唯一のDMであり、多くの亜種がある。
亜種にはTofupバージョン、Arcanaバージョン、HSPバージョン、Fortuneバージョン等がある。
特徴として、スキルシステムやパーティーシステムなどがある。
一般に公開されているため、入手が簡単である。
psp-dm
開発者はAleph他
現在は開発をされておらず、更新されていない。
主にPWPで使用されている。
特徴としてはレベルアップによって技やシステム魔法等を習得することがある。
v5yのスキルシステムのデータを保持しないためpsp-dmに移動するとスキルポイントがリセットされる問題がある。
一般に公開されていないため、入手が困難である。
mr-dm
開発者はMizcreid
現在は開発をされておらず、更新されていない。
過去には使用されていたが、現在使用する世界は存在しない。
特徴としては職業システム、召喚を利用したペットなどがある。
セキュリティやバグなどの問題が存在する。
一般に公開されていないため、入手が困難である。
jet-dm
開発者はEins
最近開発が再開され、更新されるようになった。
主にランザイアで使用されている。
特徴としては職業システムがある。
v5yをベースにしているためv5yとの互換性は高い。
一般に公開されていないため、入手が困難である。